# هيروكازو ساساكي
هيروكازو ساساكي (باليابانية: 佐々木 博和) (16 فبراير 1962 في أوكاياما في اليابان – )؛ هو لاعب كرة قدم ياباني سابق كان يلعب كلاعب وسط.

## وصلات خارجية
- هيروكازو ساساكي على موقع رابطة كرة القدم اليابانية للمحترفين (اليابانية)
- هيروكازو ساساكي على موقع قاعدة بيانات كرة القدم.إي يو (الإنجليزية)
- هيروكازو ساساكي على موقع عالم كرة القدم.نت (الإنجليزية)